# 17019 Aldo
17019 Aldo este un asteroid din centura principală de asteroizi.

## Descriere
17019 Aldo este un asteroid din centura principală de asteroizi. A fost descoperit pe 23 februarie 1999 la Montelupo de Maura Tombelli și Giuseppe Forti. Asteroidul prezintă o orbită caracterizată de o semiaxă mare de 2,58 ua, o excentricitate de 0,15 și o înclinație de 15,0° în raport cu ecliptica.